# Europejska Nagroda Muzyczna MTV dla najlepszego belgijskiego wykonawcy
Europejska Nagroda Muzyczna MTV dla najlepszego belgijskiego wykonawcy jest przyznawana przez redakcję MTV Belgia podczas corocznego rozdania Europejskich Nagród Muzycznych MTV. 
W latach 2004–2010 wykonawcy z Belgii byli nominowani w kategorii dla najlepszego holenderskiego i belgijskiego wykonawcy. Samodzielną nagrodę dla belgijskich twórców po raz pierwszy przyznano w 2011.
O zwycięstwie decydują widzowie za pomocą głosowania internetowego i telefonicznego.

## Laureaci oraz nominowani do nagrody MTV
| Rok  | Laureat                   | Nominowani                                                       |
| ---- | ------------------------- | ---------------------------------------------------------------- |
| 2011 | dEUS                      | - Goose - Stromae - The Subs - Triggerfinger                     |
| 2012 | Milow                     | - dEUS - Netsky - Selah Sue - Triggerfinger                      |
| 2013 | Stromae                   | - Lazy Jay - Netsky - Ozark Henry - Trixie Whitley               |
| 2014 | Dimitri Vegas & Like Mike | - Stromae - Netsky - Triggerfinger - The Oddword                 |
| 2015 | Dimitri Vegas & Like Mike | - Selah Sue - Lost Frequencies - Netsky - Oscar and the Wolf     |
| 2016 | Emma Bale                 | - Lost Frequencies - Laura Tesoro - Woodie Smalls - Tourist LeMC |
| 2017 | Loïc Nottet               | - Bazart - Coely - Lost Frequencies - Oscar and the Wolf         |
| 2018 | Dimitri Vegas & Like Mike | - Angèle - Dvtch Norris - Emma Bale - Warholla                   |
| 2019 | MATTN                     | - blackwave. - IBE - Tamino - Zwangere Guy                       |